# Clédier
Ne doit pas être confondu avec Cellier.

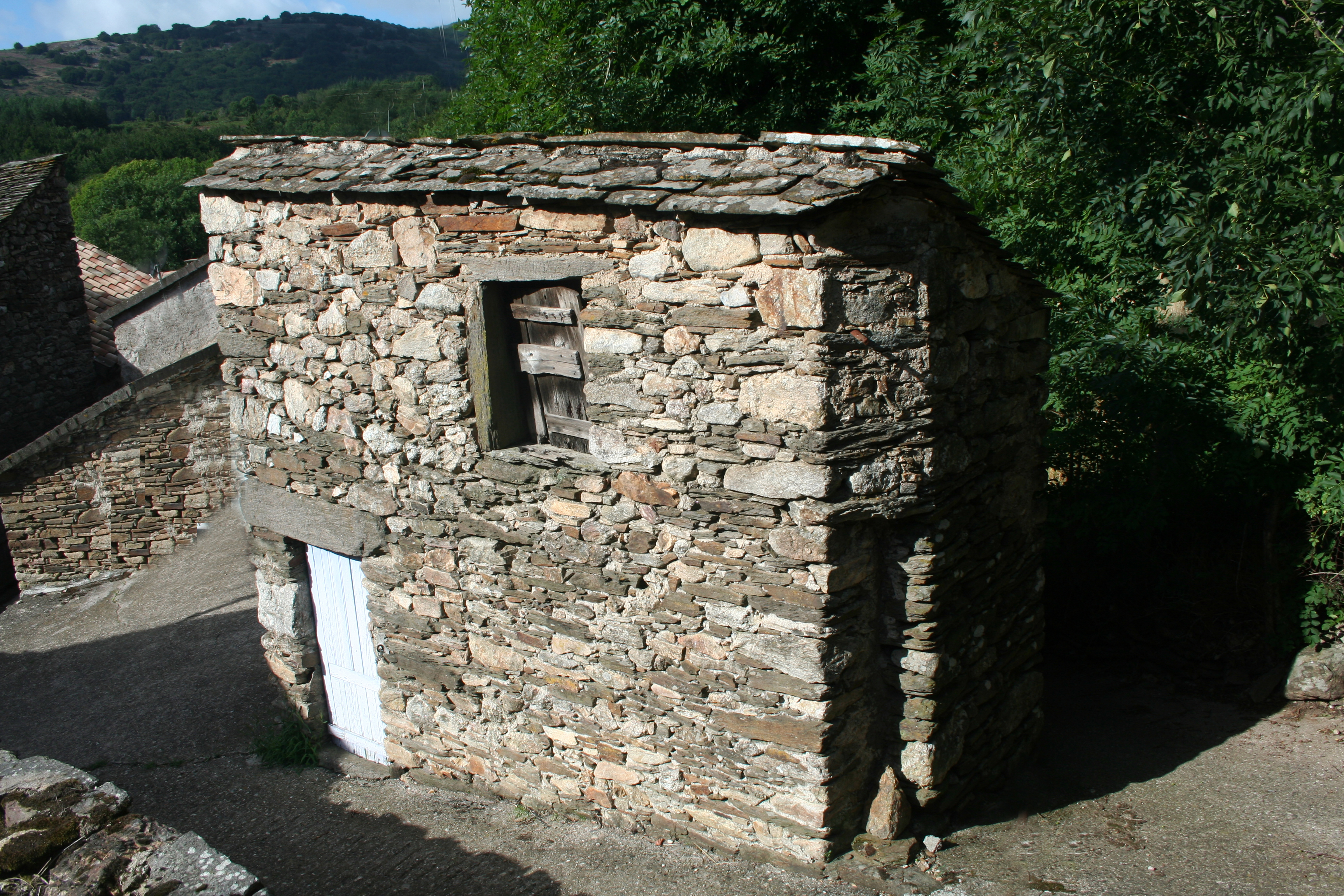
Séchoir à châtaignes (toit couvert en lauses)
À Rosis (Hérault.

Le clédier est un local à usage de séchoir à fruits caractéristique de plusieurs régions : Limousin, Périgord, Cévennes. Dans cette dernière région, il est parfois appelé séchadour ou clède; le clédier y étant alors l'homme chargé de porter les châtaignes au séchoir et de veiller à leur dessiccation.
Ce type de local est particulièrement présent en Haute-Vienne et en Creuse, où il est destiné au séchage des châtaignes, en vue de la conservation de ces fruits typiques de ces départements.

## Étymologie
Le terme de clédier provient des clèdes ou claies en bois de châtaignier (structure de lattes espacées en plafond) utilisés pour le séchage des châtaignes, prunes, raisins et autres fruits.

## Fonctionnement
Dans un clédier à châtaignes, les fruits sont placés sur les claies, elles-mêmes disposées au-dessus d'un feu que l'on entretient par un trou dans le mur ou bien directement par la porte du clédier .
Certains clédiers étaient destinés à l'usage de tout un village, alors que d'autres faisaient partie intégrante d'une grande propriété rurale.
Le clédier peut être associé à un four à pain.

## Architecture
Les clédiers peuvent être de forme ronde ou carrée. Les tuiles du toit restent très serrées afin de ne pas laisser la fumée s'échapper trop vite.